# Magnolia zenii
Magnolia zenii este o specie de plante din genul Magnolia, familia Magnoliaceae, descrisă de Wan Chun Cheng. A fost clasificată de IUCN ca specie pe cale de dispariție (stare critică). Conform Catalogue of Life specia Magnolia zenii nu are subspecii cunoscute.